# Heiko Scholz
Heiko Scholz (Görlitz, 7 gennaio 1966) è un allenatore di calcio ed ex calciatore tedesco orientale, dal 1990 tedesco, di ruolo terzino destro.
Fu uno dei pochi calciatori a vestire la maglia della Germania Est e della Germania riunificata.

## Carriera

### Giocatore

#### Club
Dopo aver militato nelle giovanili di Dynamo Görlitz, Dinamo Dresda e ISG Hagenwerder, iniziò la carriera nel 1984 con il Chemie Lipsia. Nel 1986 approdò ai rivali della Lokomotive Lipsia con cui vinse la sua unica FDGB Pokal.
Nel 1990 passò alla Dinamo Dresda e nel 1992 fu acquistato dal Bayer Leverkusen, con cui vinse nel 1993 una coppa di Germania. Nel 1995 iniziò il suo calo di forma con la sua contemporanea cessione al Werder Brema.
Due anni dopo si trasferì al Fortuna Colonia, squadra di 2. Bundesliga ed infine terminò la carriera nel 2000 dopo aver militato nel Wattenscheid e nel Dresdner.

#### Nazionale
Con la Germania Est collezionò sette presenze. Debuttò il 29 aprile 1987 contro l'Unione Sovietica (0-2), mentre giocò la sua ultima partita il 12 settembre 1990 a Bruxelles contro il Belgio (2-0).
Con la Germania riunificata giocò la sua unica partita il 14 ottobre a Dresda contro il Messico (1-1)

### Allenatore
Finora ha allenato il Duisburg nel 2005, nel 2006 e nel 2008, e la Lokomotive Lipsia dal 2013 al 2018.

## Palmarès

### Giocatore

#### Competizioni nazionali
- Coppa della Germania Est: 1

Lokomotive Lipsia: 1986-1987
- Coppa di Germania: 1

Bayer Leverkusen: 1992-1993